# الغواصة ياكاموز S-245
الغواصة ياكاموز S-245 هو مسلسل تركي من بطولة كيفانش تاتليتوغ، أوزغه أوزبيرينتشجي، ايرتان سابان وإيجي شيشمي أوغلو. صدر المسلسل على مصنة نتفليكس في 20 أبريل 2022.